# عبد العزيز الصويغ
السفير الدكتور عبد العزيز حسين إبراهيم الصويغ ولد في 9 سبتمبر 1947 وهو متزوج ويحمل دكتوراه بالعلاقات الدولية.

## الدراسة
دكتوراه	العلاقات الدولية. جامعة كليرمونت، كليرمونت – كاليفورنيا، الولايات المتحدة الأمريكية 1976

ماجستير		علوم سياسية. جامعة يوتاه الحكومية، لوجان- يوتاه، الولايات المتحدة الأمريكية 1973

بكالوريوس		اقتصاد وعلوم سياسية. جامعة الرياض (الملك سعود) 1996

الثانوية العامة		مدرسة الشاطئ الثانوية. جدة 1965

شهادات أخرى	دبلوما في العلاقات الدولية. جامعة يوتاه الحكومية، لوجان - يوتاه، الولايات المتحدة الأمريكية 1972.

## العمل
ملحق سياسي		وزارة الخارجية 28/04/1389 هجرية إلي 18/08/1989 (1969)

معيد	قسم العلوم السياسية، كلية التجارة، جامعة الرياض (الملك سعود) 1389 – 1391 هجرية (1969-1971)

أستاذ مساعد	قسم العلوم السياسية، كلية العلوم الإدارية (التجارة)، جامعة الرياض (الملك سعود)، الرياض 1396 – 1399 (1976 – 1979)

رئيس قسم العلوم السياسية	قسم العلوم السياسية، كلية العلوم الإدارية (التجارة)، جامعة الرياض (الملك سعود)، الرياض 1397 – 1399 (1977-1979)

مدير مركز البحوث	كلية العلوم الإدارية (التجارة)، الرياض 1397 – 1399 (1977-1979)

مستشار غير متفرغ	مستشار غير متفرغ لمعالي وزير الإعلام، وزارة الإعلام، الرياض 1397 – 1399 (1977-1979)

وكيل وزارة مساعد	وزارة الإعلام، الرياض 1399 – 1406 (1979 – 1986)

سفير	وزارة الخارجية. 

مدير الإدارة الإعلامية ورئيس المكتب الإعلامي لسمو وزير الخارجية والمتحدث الرسمي باسم وزارة الخارجية.

السفير المعين لكوريا الجنوبية، قبل تعيينه قنصل عام للمملكة العربية السعودية في مدينة هيوستن بولاية تكساس بالولايات المتحدة الأمريكية للفترة من 1414 وحتى 1418 هجرية (1995 – 1998)

عضو مجلس الشورى	لدورة مجلس الشورى الثانية للفترة من 1418 وحتى 1422 هجرية (1998 – 2002)

مدير عام فرع وزارة الخارجية	منطقة مكة المكرمة في الفترة من 1422 حتى 1426 هجرية (2002 – 2006)

سفير المملكة في كندا		2006-2008م

تقاعد في 10 مارس 2008م
ويعمل حالياً في الكتابة والبحث والتأليف وله مقال يومي في صحيفة المدينة السعودية بعنوان” نافذة“ إضافة الي المشاركات في بعض البرامج الحوارية والمحاضرات والندوات.

## الندوات والمؤتمرات
شارك في العديد من المؤتمرات والندوات والمناسبات المحلية والإقليمية والدولية

## المؤلفات
- «أزمة الطاقة: إلى أين؟» - كتاب من منشورات تهامة، 1400هـ - 1980م.
- «أزمة الطاقة من وجهة نظر سعودية» – كتاب نُشر في لندن باللغة الإنجليزية بعنوان:

“The Energy Crisis: A Saudi Perspective” London: Outline Books, 1982.
- «النفط والسياسة العربية» – كتاب من منشورات مركز الخليج للتوثيق والإعلام، (الرياض، 1401هـ – 1981م).
- «النفط العربي والسياسة» – كتاب باللغة الإنجليزية نُشر في لندن بعنوان:

“Arab Petropolitics” London: Croom Helm, 1984.
- «الأمن القومي العربي: وجهة نظر مستقبلية» – كتاب من منشورات أوراق للنشر والأبحاث والإعلام، (القاهرة، 1412هـ - 1991م).
- «العرب ومؤتمر السلام: السلام الممكن والسلام المستحيل» – كتاب من منشورات أوراق للنشر والأبحاث والإعلام، (الرياض،1412هـ - 1992م).
- «الإسلام في السياسة الخارجية السعودية» – كتاب من منشورات أوراق للنشر والأبحاث والإعلام، (الرياض: 1414هـ - 1992م).
- «فكر القائد» – كتاب من منشورات أوراق للنشر والأبحاث والإعلام، (جدة، 1422هـ - 2001م).
- «المملكة وتنمية العالم الإسلامي» - كتاب من منشورات أوراق للنشر والأبحاث والإعلام، (جدة، 1424هـ - 2003م)
- «حكاية صرماية: العرب وثقافة الحذاء»- القاهرة، دار الأدهم للنشر والتوزيع، ️الطبعة الأولي 2018 .
- «الرومانسية الغائبة: السعوديون والحب» - القاهرة، دار الأدهم للنشر والتوزيع، ️الطبعة الأولي 2018 .
- «أوراق بعثرها الرقيب» - القاهرة، دار الأدهم للنشر والتوزيع، ️الطبعة الأولي 2018 .
- «الإعلام الخارجي: البدايات الأولي» - القاهرة، دار الأدهم للنشر والتوزيع، ️الطبعة الأولي 2018 .
- «خارج الصندوق: مسيرة حياة» -  بيروت: جداول للطباعة والنشر والتوزيع. تاريخ النشر: 08/10/2020.

## وصلات خارجية
- الشرق الأوسط